# Dries De Bondt
Dries De Bondt   (Bornem, 4 de juliol de 1991) és un ciclista belga, professional des del 2014. Actualment corre a l'equip Decathlon–AG2R La Mondiale Team.
En el seu palmarès destaca el Campiona nacional belga en ruta del 2020 i, sobretot, una etapa al Giro d'Itàlia del 2022.

## Palmarès
- 2014
  - Vencedor d'una etapa de la Volta al Brabant flamenc
- 2015
  - 1r al Gran Premi Stad Sint-Niklaas
- 2016
  - 1r a la Halle-Ingooigem
  - Vencedor d'una etapa de la Ronda de l'Oise
- 2019
  - 1r a la Halle-Ingooigem
  - 1r al Memorial Rik Van Steenbergen
- 2020
  -  Campió de Bèlgica en ruta
  - Vencedor d'una etapa a l'Étoile de Bessèges
- 2022
  - Vencedor d'una etapa al Giro d'Itàlia
- 2023
  - 1r a l'Antwerp Port Epic

### Resultats al Giro d'Itàlia
- 2021. 91è de la classificació general
- 2022. 109è de la classificació general. Vencedor de la 18a etapa
- 2025. 128è de la classificació general. Vencedor de la classificació dels esprints intermedis